# Мурзилки International
Мурзилки International — группа радиоведущих радиостанции «Авторадио»: Брагин (Михаил Юрьевич Генг, актёр), Татьяна Гордеева (Елена Александровна Логинова, журналист) и Захар (Михаил Львович Захаров, экономист). В качестве музыкальной группы стали известны пародиями на песни популярных музыкальных коллективов и певцов. Неизменным автором текстов пародий остается Олег Ломовой (Олег Владимирович Тульчинский, он же Олег Владимирович Шмурёв). В качестве основы для пародии часто используются песни российских поп-звёзд, но есть и пародии на народные песни и на песни зарубежных авторов, всего пародий написано и исполнено более 9000. С 12 августа 2013 по 25 мая 2015 вместо Захара в шоу участвовал Сергей Краснов, поскольку с 2013 года Михаил Захаров работал на Радио Спорт (с 13 января 2014 — Спорт FM).
7 мая 2015 года Михаил Захаров объявил о своём уходе с радиостанции Спорт ФМ, а 12 мая — о возвращении на Авторадио в шоу «Мурзилки Live» с 25 мая 2015 года.
Самая известная радиопередача группы называется «Операция „Утро“» (с 2009 — «Мурзилки Live»), которая неоднократно удостаивалась многих наград.

## Награды группы
- 2003 — Лауреат премии «Радиомания-2003» за шоу «Операция „Утро“» в номинации «Радиошоу».
- 2004 — Лауреат премии «Радиомания-2004» за шоу «Операция „Утро“» в номинации «Радиошоу».
- 2005 — Лауреат премии «Радиомания-2005» за шоу «Операция „Утро“» в номинации «Радиошоу».

С учётом премий «Радиомания», полученных за проекты с участием коллектива, всего было получено 5 призов.

## Анна и Татьяна Гордеевы
Первоначально единственной женщиной в группе была Аня Гордеева, но после её выхода замуж и рождения ребёнка её сменила «младшая сестра Таня Гордеева» — такой псевдоним дали Елене Логиновой. Позже Анна Гордеева стала продюсером группы.

## Мурзилки на телевидении
В 2004-2005 годах были ведущими утреннего реалити-шоу «Говорит и показывает радио» на канале М1, в котором на телевидении ретранслировался эфир Авторадио.
В 2008 году радиостанция «Авторадио» и телеканал «Рен-ТВ» создали передачу «Парад пародий», в которой популярные певцы и коллективы исполняют свои песни, а «Мурзилки» задают им вопросы и исполняют свои пародии.
В ночь с 31 декабря на 1 января 2010—2011 телеканал «ТВ3» показал «Самый „живой“ Новый год на ТВ3». Брагин, Гордеева и Захар исполняли свои лучшие пародии и пели вместе со звездами.

## Мурзилки band
- Евгений Коротков — клавишные
- Игорь Марков — ударные
- Тимур Пирогов — бас-гитара
- Александр Красников — гитара[7]

## Участники, которых не существует
В рамках шоу "Операция «Утро» ежедневно по будням в 7 часов 20 минут шла передача «Утренняя зарядка», которую вёл физрук Авдей Авдеевич Авдеев (озвучивал известный композитор Игорь Зубков) в сопровождении «пианиста Родионова». Автор текстов Родион Белецкий

## Дискография
2002 — Мурзилки International — Vol. 1
1. Надувная жена
2. Маленький Гондурас
3. Дрын-дрын
4. Не возвращаются, любя
5. Красное платье
6. Снег кружится
7. Www.nарень.ru
8. Не плачь, печёнка
9. Распрягайте, хлопцы, коней
10. Слепили Петра
11. Таксист
12. Бобби-карета
13. Сиреневый Чубайс
14. Про Любовника
15. Молодая…
16. Лада
17. Телепузики
18. Учат в Думе
19. Летят дипломаты
20. Поедем, Дэниска, кататься…
21. Пал Палыч
22. Серый мент
23. Ой, напрасно, тётя
24. Сотня юных бойцов
25. Мы, друзья, гастролёры
Бонус: Операция «Утро»
2002 — Мурзилки International — Йо-хо-хо! (vol. 2)
1. Вся страна
2. Опера № 25
3. Английский
4. День десантника
5. Половинка
6. Когда прыщики цветут
7. Ты в меня не гуди
8. Пять причин
9. Наш Брагин бабник
10. Вернисаж
11. Кисель
12. Нам не дано
13. Верблюды
14. Простатит
15. Модный шлягер
16. Ты забыл штаны
17. Не штрафуй меня
18. Буш уехал опять
19. Любовь по-чукотски
20. Солянка
21. Футбольная печальная
22. В Петербурге
23. Про призыв
24. О, свекровь
25. Потеряли мы нахальство
2003 — Мурзилки International — Мурзилки Плюс — проект выпущен на аудиокассетах и на видео-CD.
1. Мельница — feat Игорь Николаев
2. Комарово — feat Игорь Скляр
3. Таганка — feat Михаил Шуфутинский
4. Бабушки-старушки — feat Вячеслав Добрынин
5. Трава у дома
6. Дожди — feat Игорь Корнелюк
7. Букет — feat Александр Барыкин
8. 22 притопа  — feat Сергей Минаев
9. Я люблю вас, девочки  — feat Рома Жуков
10. Hands Up  — feat Ottawan
11. клип «Мельница»
Бонус: Эфир с большого будуна
2006 — Мурзилки International — Мурзилки — это 5!
1. О пользе ходьбы
2. Абрамович
3. Любовь по-чукотски
4. Сам ты…
5. В Петербурге тоска
6. Бизнес большой
7. Горилла
8. Ты дымишь
9. Кисель
10. Намело сугробы
11. Сланцы
12. Салат, Вера!
13. Если доллар упадет
14. Необыкновенная теща
15. Вся страна
2008 — Мурзилки Internation — Все свои
1. Это радио
2. За семью морями
3. Рыбаки
4. Новый год!
5. Пятница
6. Потеряли мы нахальство
7. Мы вместе опять(Мурзилки Internation)
8. Мельница (Мурзилки Internation)
9. Комарово (Мурзилки Internation)
10. Мгновения (Мурзилки Internation)
11. Таганка (Мурзилки Internation)
12. Мельница (Мурзилки ine)
13. Потеряли мы нахальство(Karaoke)
2009 — Мурзилки Internation — Олег Ломовой